# Здрава Каменова
Здрава Каменова Пантелеева е българска актриса и драматург.

## Биография
Родена е на 26 юни 1979 г. в София, Народна република България. Завършва 32 СОУ „Свети Климент Охридски“.
Приета е през 1998 г. в НАТФИЗ „Кръстьо Сарафов“ със специалност „Актьорско майсторство за куклен театър“ при проф. Румен Рачев и завършва през 2002 година.
През 2004 г. печели наградата „Икар“ за ролята си в „Карлсон и дребосъчето“.
През 2019 г. е номинирана за наградата „Икар“ в категория „най-добра актриса“ за ролята ѝ в „Дом за овце и сънища“, заедно с Ана Пападопулу за Джина Екдал в „Дивата патица“ и Ива Тодорова за Ива в „Приятно ми е, Ива!“. Наградата се присъжда на Ива Тодорова.
От септември 2022 г. има рубрика в предаването на Нова телевизия „На кафе“.

## Кариера на озвучаваща актриса
Каменова се занимава с озвучаване на реклами, филми и сериали от края на 90-те години. Един от първите сериали с нейно участие е „Женени с деца“ през 2002 г., в който е включена като заместваща актриса.
Тя е втората актриса, озвучила Барт Симпсън в дублажа на „Семейство Симпсън“. Първата е Надя Топалова.
Други известни заглавия с нейно участие са „Гуусбъмпс“, „Чародейките“, „Какво харесвам в теб“, „Трима братя, три сестри“ и „Уитни“, както и анимационните поредици „Отбор Гуфи“, „Голямото междучасие“, „Истерия!“, „Ед, Едд и Едди“, „Ах, Анди“, „Животът и приключенията на Джунипър Лий“ (дублаж на студио 1+1) и „Междузвездни войни: Войната на клонингите“.
От 2006 до 2014 г. е един от режисьорите на дублажа в bTV.
| Актриса           | Филми/Сериали | Роля                           |
| ----------------- | --- | ------------------------------ |
| Аманда Байнс      | Какво харесвам в теб Роботи | Холи Тайлър Пайпър             |
| Ашли Екстайн      | Междузвездни войни: Войните на клонираните (филм) Междузвездни войни: Войните на клонираните (дублаж на bTV)                                                                                    | Асока Тано                     |
| Джейма Мейс       | Смърфовете Смърфовете 2 | Грейс Уинслоу                  |
| Дженифър Лав Хюит | Монахини в действие 2: Отново в играта (дублаж на bTV) Знам какво направи миналото лято Още знам какво направи миналото лято                                                                    | Маргарет Джули Джеймс          |
| Кенди Майло       | Планетянчетата Мухата Маги | Мелба Маниери Госпожо Уингстън |
| Кати Наджими      | Монахини в действие (дублаж на bTV) Монахини в действие 2: Отново в играта (дублаж на bTV) | Сестра Мери Патрик             |
| Кортланд Мийд     | Голямото междучасие Ваканцията: Строго забранена | Гюс Грисуолд                   |
| Лейк Бел          | Сами вкъщи (дублаж на Александра Аудио) Сами вкъщи 2 | Клоуи                          |
| Луси Лиу          | Камбанка Камбанка и изгубеното съкровище Камбанка и спасяването на феите Камбанка и игрите на феите Камбанка и тайната на крилете Камбанка и феята пират Камбанка и легендата за приказния звяр | Сребърна мъгла                 |
| Мартина Стоесел   | Виолета (трети сезон епизоди 26 – 80) Виолета: Път към върха | Виолета                        |
| Ема Лахана        | Звездни рейнджъри Дино Гръмотевица (от епизод 13) Звездни рейнджъри Космически Патрул Делта | Кира Форд                      |

## Кариера на драматург и писател
Започва да се занимава с драматургия около 2001 г. Първата ѝ пиеса е „Нещо хубаво, нещо само твое“. През 2006 г. нейната пиеса „Отклонения“ е сред лауреатите на конкурса „Нова българска драма“ в Шумен. Година по-късно печели първата награда в същия конкурс с друга пиеса – „Баща ми“.
През 2012 г. „Праехидно“, която Каменова пише заедно с Гергана Димитрова, печели „Икар“ за най-добър драматургичен текст.
През 2015 г. написва книгата „Боб. Малката метална кутийка с голяма мечта“, издадена от Панорама плюс. Премиерата на постановката ѝ „Цигански колела“ е на 9 октомври 2016 г. в центъра за сценични изкуства I am Studio.
Каменова и Гергана Димитрова получават съвместна номинация за „Аскеер“ в категория „Съвременна българска драматургия“ за пиесата им „Добре дошли в България“ през април 2017 г.

### Авторски пиеси
- „Нещо хубаво, нещо само твое“
- „Черно-бяло“
- „Спяща красавица по никое време“
- „Карлсон и дребосъчето“
- „Отклонения“
- „Баща ми“
- „Безсърдечно“
- „Праехидно“ (в съавторство с Гергана Димитрова)
- „Гарфънкъл търси Саймън“ (в съавторство с Калин Ангелов)
- „Олеле“
- „Една нощ с нея“
- „Скачай!“ (съавтор Мартин Каров)
- „Пепеляшки ООД“ (съавтор Гергана Димитрова)
- „Рея“
- „Помощ, имам две деца!“
- „Гимнастика за бременни“
- „Жената е странно животно“
- „Катаклизми“
- „Математика на сърцето“
- „Добре дошли в България“ (съавтор Гергана Димитрова)[10]
- „Цигански колела“ (съавтор Калин Ангелов)
- „Дом за овце и сънища“
- „Танго в космоса“
- „Бонбон“
- „Тъп оптимист“ (2017)
- „Назови ме с моето име“
- „Извънредно положение“ (2021)
- „Извънредно любовно положение“ (2021)
- „Насила“ (2021)
- „Жажда“ (2021)

## Работа като преводач
През периода 2003 – 2005 г. Каменова превежда от английски на български език филми за нахсинхронен дублаж за Александра Аудио. Измежду филмите с неин превод са „Спирит“, „Синбад: Легендата за седемте морета“, сериалът „Отбор Гуфи“ и класически късометражни анимации с Мики Маус. Каменова също превежда филми за войсоувър за Мависта Студио.

## Личен живот
Омъжена е за актьора Кирил Ивайлов до развода им през 2016 г. Имат две деца.
През 2022 г. се жени за сценариста Светослав Томов.